# Aedes mediovittata
Aedes mediovittata é um espécie de mosquito do Género Aedes, pertencente à família Culicidae.